# Преза
Преза је насеље у Италији у округу Катанија, региону Сицилија.
Према процени из 2011. у насељу је живело 149 становника. Насеље се налази на надморској висини од 594 м.